# 108-й гаубичный артиллерийский полк большой мощности
Не следует путать со 108-м артиллерийским полком 108-й танковой дивизии
108-й гаубичный артиллерийский полк большой мощности — воинское соединение Вооружённых Сил СССР в Великой Отечественной войне.

## История
Полк сформирован в 1923 году на базе тяжёлого артиллерийского дивизиона, который в свою очередь был сформирован 8 июля 1920 года в составе 48-й стрелковой дивизии 2-й Конной армии. В 1923 году удостоен звания «Образцовый»
Принимал участие в Польском походе и Зимней войне.
Из состава полка выделен 519-й гаубичный артиллерийский полк, на базе 2-го дивизиона развёрнут 402-й гаубичный артиллерийский полк большой мощности, 3-го дивизиона развёрнут 403-й гаубичный артиллерийский полк большой мощности
В действующей армии с 22 июня 1941 по 12 сентября 1941 и с 15 октября 1941 по 17 ноября 1942 года.
На 22 июня 1941 года дислоцировался в Ленинградском военном округе в станции Токсово. На вооружении полка на тот момент состояли 36 203-миллиметровых гаубицы Б-4. 23 июня 1941 года начал погрузку. Из его состава 22 июня 1941 года выделен 519-й гаубичный артиллерийский полк. 25 июня 1941 года выгрузился севернее Выборга.
4 июля 1941 года участвует в массированном огневом налёте по финским позициям. В июле же уничтожил шлюзы на одном из каналов. Два шлюза, перекрывавшие течение воды, были основательно разрушены после трёх артиллерийских залпов. В конце июля 1941 года снят с позиций и переброшен в Нарву, вышел на позиции западнее неё, но даже не разворачиваясь, направлен обратно на станцию, погружен в эшелоны и в первых числах августа 1941 года выгрузился под Тихвином, затем снова начал переброску, 24 августа 1941 года прибыл в Иваново, затем до 10 октября 1941 года находился в резерве в Гороховецких лагерях, за это время был переформирован в пушечный и вооружён 107-мм пушками. 10 октября 1941 года отправился на передовую, 15 октября разгрузился на станции Завидово.
С октября 1941 года ведёт оборону на калининском направлении, занял позиции вблизи железной дороги Москва — Ленинград обстреливает Калинин. Один дивизион был снят с позиций и переведён на левый берег Волги затем в течение 1942 года участвует в наступательных действиях в том же районе.
17 ноября 1942 года преобразован в 75-й гвардейский пушечный артиллерийский полк.

## Полное наименование
- 108-й гаубичный артиллерийский полк большой мощности Резерва Главнокомандования
- 108-й пушечный артиллерийский полк (с осени 1941)

## Подчинение
| Дата            | Фронт (округ)       | Армия      | Корпус | Дивизия | Примечания                                                             |
| --------------- | ------------------- | ---------- | ------ | ------- | ---------------------------------------------------------------------- |
| 22.06.1941 года | Северный фронт      | 23-я армия | -      | -       | -                                                                      |
| 01.07.1941 года | Северный фронт      | 23-я армия | -      | -       | -                                                                      |
| 10.07.1941 года | Северный фронт      | 23-я армия | -      | -       | -                                                                      |
| 01.08.1941 года | Северный фронт      | 7-я армия  | -      | -       | -                                                                      |
| 01.09.1941 года | Карельский фронт    | 7-я армия  | -      | -       | -                                                                      |
| 01.10.1941 года | Ленинградский фронт | -          | -      | -       | -                                                                      |
| 01.11.1941 года | -                   | -          | -      | -       | нет данных                                                             |
| 01.12.1941 года | Западный фронт      | 30-я армия | -      | -       | -                                                                      |
| 01.01.1942 года | Калининский фронт   | -          | -      | -       | -                                                                      |
| 01.02.1942 года | Калининский фронт   | 31-я армия | -      | -       | -                                                                      |
| 01.03.1942 года | Калининский фронт   | 31-я армия | -      | -       | -                                                                      |
| 01.04.1942 года | Калининский фронт   | 31-я армия | -      | -       | -                                                                      |
| 01.05.1942 года | Калининский фронт   | 31-я армия | -      | -       | в справочнике состава числится как 108-й армейский артиллерийский полк |
| 01.06.1942 года | Калининский фронт   | 31-я армия | -      | -       | в справочнике состава числится как 108-й армейский артиллерийский полк |
| 01.07.1942 года | Калининский фронт   | 31-я армия | -      | -       | в справочнике состава числится как 108-й армейский артиллерийский полк |
| 01.08.1942 года | Калининский фронт   | 29-я армия | -      | -       | в справочнике состава числится как 108-й армейский артиллерийский полк |
| 01.09.1942 года | Западный фронт      | 29-я армия | -      | -       | в справочнике состава числится как 108-й армейский артиллерийский полк |
| 01.10.1942 года | Западный фронт      | -          | -      | -       | в справочнике состава числится как 108-й армейский артиллерийский полк |
| 01.11.1942 года | Западный фронт      | 31-я армия | -      | -       | в справочнике состава числится как 108-й армейский артиллерийский полк |

## Командиры
- Димитров, Василий Иванович с 1929 года (погиб в 1936 году в Испании)
- Хлебников, Николай Михайлович с июля 1938 года
- майор Яровой — на июнь